# Futebol nos Jogos Olímpicos de Verão da Juventude de 2014 - Torneio feminino
O futebol nos Jogos Olímpicos de Verão da Juventude de 2014 ocorreu entre 14 e 27 de agosto, sendo o torneio feminino disputado sobretudo no Estádio de Wutaishan mas também no Estádio do Centro Desportivo de Jiangingem Nanquim, China.

## Arbitragem
A FIFA divulgou os seis trios de arbitragem femininos que atuaram nos Jogos Olímpicos da Juventude:
| Árbitros            | Assistentes                                    |
| AFC                 | AFC                                            |
| ------------------- | ---------------------------------------------- |
| CHN He Jin          | CHN Cui Yongmei IRN Ensieh Khabaz              |
| CAF                 |                                                |
| ZAM Gladys Lengwe   | GHA Emmanuella Aglabo MWI Bernadettar Kwimbira |
| CONCACAF            |                                                |
| USA Christina Unkel | JAM Princess Brown CAY Wendy Fisher            |

| Árbitros                | Assistentes                                |
| CONMEBOL                | CONMEBOL                                   |
| ----------------------- | ------------------------------------------ |
| PAR Marilin Miranda     | BOL Liliana Bejarano CHI Loreto Toloza     |
| OFC                     |                                            |
| NZL Anna-Marie Keighley | NZL Nadia Browning TGA Lata Kaumatule      |
| UEFA                    |                                            |
| SCO Morag Pirie         | ROU Petruta Iugulescu FRA Manuela Nicolosi |

## Fase de grupos
Os vencedores e segundos classificados de cada grupo avançam para as meias-finais. A classificação será determinada da seguinte forma:
1. pontos obtidos em todos os jogos do grupo;
2. diferença de golos em todos os jogos do grupo;
3. número de golos apontados em todos os jogos do grupo;

Se duas ou mais equipas ficarem iguais na base acima mencionada, aplicam-se estes critérios de desempate:
1. pontos obtidos nos jogos entre as equipas empatadas;
2. diferença de golos nos jogos entre as equipas empatadas;
3. número de golos apontados nos jogos entre as equipas envolvidas;
4. sorteio pelo Comité Organizador da FIFA.

| Legenda das cores nas tabelas | Legenda das cores nas tabelas                                                  |
| ----------------------------- | ------------------------------------------------------------------------------ |
|                               | Vencedores e segundos classificados de cada grupo avançam para as meias-finais |

Todos os horários são pela hora padrão chinesa (UTC+8).

### Grupo A
| Pos. | Seleção          | Pts | J | V | E | D | GP | GC | SG  |
| ---- | ---------------- | --- | - | - | - | - | -- | -- | --- |
| 1    | Venezuela        | 6   | 2 | 2 | 0 | 0 | 13 | 2  | +11 |
| 2    | Eslováquia       | 3   | 2 | 1 | 0 | 1 | 6  | 6  | 0   |
| 3    | Papua-Nova Guiné | 0   | 2 | 0 | 0 | 2 | 0  | 11 | –11 |

| 14 de agosto  | Papua-Nova Guiné | 0 – 7     | Venezuela                                                                                                | Estádio de Wutaishan, Nanquim      |
| 18:00 (UTC+8) |                  | Relatório | Deyna Castellanos 19', 40', 49', 69' · Hilary Vergara 47' · Nathalie Pasquel 61' · Greisbell Marquez 82' | Público: 4 323 Árbitro: CHN He Jin |

| 17 de agosto  | Venezuela                                                                        | 6 – 2     | Eslováquia                 | Estádio de Wutaishan, Nanquim               |
| 18:00 (UTC+8) | Deyna Castellanos 10', 13', 33' · Nathalie Pasquel 45', 72' · Yuleisi Rivero 61' | Relatório | Martina Surnovska 40', 58' | Público: 4 503 Árbitro: USA Christina Unkel |

| 20 de agosto  | Eslováquia                                                          | 4 – 0     | Papua-Nova Guiné | Estádio de Wutaishan, Nanquim             |
| 18:00 (UTC+8) | Sucha Laura 11' · Surnovska Martina 35', 54' · Jancova Veronika 68' | Relatório |                  | Público: 4 350 Árbitro: ZAM Gladys Lengwe |

### Grupo B
| Pos. | Seleção | Pts | J | V | E | D | GP | GC | SG  |
| ---- | ------- | --- | - | - | - | - | -- | -- | --- |
| 1    | China   | 6   | 2 | 2 | 0 | 0 | 12 | 0  | +12 |
| 2    | México  | 3   | 2 | 1 | 0 | 1 | 9  | 2  | +7  |
| 3    | Namíbia | 0   | 2 | 0 | 0 | 2 | 0  | 19 | –19 |

| 14 de agosto  | China                        | 2 – 0     | México | Estádio de Wutaishan, Nanquim           |
| 20:45 (UTC+8) | Zhao Yujie 10' · Jin Kun 35' | Relatório |        | Público: 4 323 Árbitro: GBR Morag Pirie |

| 17 de agosto  | México | 9 – 0     | Namíbia | Estádio de Wutaishan, Nanquim               |
| 20:45 (UTC+8) | Montserrat Hernandez 19', 59' · Daniela Garcia 21', 44' · Alejandra Zaragoza 30', 55', 76' · Dayana Cazares 72' · Maria Acedo 79' | Relatório |         | Público: 4 503 Árbitro: PAR Marilin Miranda |

| 20 de agosto  | Namíbia | 0 – 10    | China | Estádio de Wutaishan, Nanquim                   |
| 20:45 (UTC+8) |         | Relatório | Wan Wenting 9' · Zhang Jiayun 13', 62' · Ma Xiaolan 19', 24', 30', 45' · Jin Kun 43' · Wang Yanwen 54' · Fang Jie 66' | Público: 4 350 Árbitro: NZL Anna-Marie Keighley |

## Fase a eliminar

### Meias-finais
| 23 de agosto  | Venezuela         | 1 – 1     | México            | Estádio de Wutaishan, Nanquim           |
| 18:00 (UTC+8) | Argelis Campos 2' | Relatório | Dayana Cazares 8' | Público: 4 690 Árbitro: GBR Morag Pirie |

|                                                                                    |       | Penalidades                                                                                |  |
| Olimar Castillo Nathalie Pasquel Sandra Luzardo Deyna Castellanos Nayluisa Caceres | 4 – 3 | Kimberly Rodriguez Vanessa Gonzalez Marianna Maldonado Daniela Garcia Montserrat Hernandez |  |

| 23 de agosto  | China | 0 – 0     | Eslováquia | Estádio de Wutaishan, Nanquim               |
| 20:45 (UTC+8) |       | Relatório |            | Público: 4 690 Árbitro: PAR Marilin Miranda |

|                                             |       | Penalidades                                                           |  |
| Zhao Yujie Ma Xiaolan Zhang Jiayun Fang Jie | 4 – 2 | Martina Surnovska Tamara Gmitterova Maria Mikolajova Veronika Jancova |  |

### Jogo para o 5º lugar
| 25 de agosto  | Papua-Nova Guiné                        | 3 – 2     | Namíbia                                 | Estádio do Centro Desportivo de Jianging, Nanquim |
| 18:00 (UTC+8) | Bellinda Giada 1', 29' · Marity Sep 34' | Relatório | Ignacia Haoses 16' · Ivone Kooper 40+1' | Público: 8 102 Árbitro: CHN He Jin                |

### Jogo para a medalha de bronze
| 26 de agosto  | México                                                                | 3 – 1     | Eslováquia         | Estádio de Wutaishan, Nanquim                    |
| 18:00 (UTC+8) | Andrea Herbrikova 10' · Montserrat Hernandez 15' · Daniela Garcia 79' | Relatório | Diana Anguiano 43' | Público: 11 678 Árbitro: NZL Anna-Marie Keighley |

### Final
| 26 de agosto  | Venezuela | 0 – 5     | China                                                                             | Estádio de Wutaishan, Nanquim              |
| 20:45 (UTC+8) |           | Relatório | Wan Wenting 10' · Xie Qiwen 19' · Ma Xiaolan 34' · Zhang Jiayun 45' · Wu Xi 80+1' | Público: 11 678 Árbitro: ZAM Gladys Lengwe |

## Classificação final
| Lugar             | CON              |
| ----------------- | ---------------- |
| Medalha de ouro   | China            |
| Medalha de prata  | Venezuela        |
| Medalha de bronze | México           |
| 4º                | Eslováquia       |
| 5º                | Papua-Nova Guiné |
| 6º                | Namíbia          |